# Szabó Zoltán (szabadalmi ügyvivő)
Szabó Zoltán (Nemeskosút, 1942 – 2021. április 11.) Jedlik Ányos-díjas szabadalmi ügyvivő.

## Életpályája
A Drezdai Műszaki Egyetemen szerzett gépészmérnöki diplomát 1966-ban. Ezután öt éven át az Egyesült Izzólámpa és Villamossági Rt.-nél dolgozott mint fejlesztő- és kutatómérnök. 1971-től foglalkozik iparjogvédelemmel; ez irányú pályafutását a Danubia Szabadalmi Irodában kezdte meg. 1974-ben szabadalmi ügyvivői képesítést szerzett. 1975-ben visszatért az Egyesült Izzólámpa és Villamossági Rt.-hez, immár szabadalmi ügyvivőként. 1982-től ügyfélképviseletet ellátó vállalati szabadalmi ügyvivőként a Budapesti Nemzetközi Ügyvédi Munkaközösségnél állt alkalmazásban. 1990-ben megalapította a Gödölle, Kékes, Mészáros & Szabó Szabadalmi és Védjegy Irodát, amelynek 2006 óta tanácsosaként dolgozott.

## Társadalmi megbízatásai
1990-től vesz részt a Magyar Iparjogvédelmi és Szerzői Jogi Egyesület tevékenységében. Korábban főtitkárhelyettes, majd alelnök volt. Tagja a FICPI-nek és az AIPPI magyar csoportjának. 1990 és 1994 között tagja volt az AIPPI magyarországi csoportja elnökségének. A Magyar Szabadalmi Ügyvivői Kamara elnökségének tagja volt 1996 és 2002 között, 2003-tól 2005-ig pedig a kamara elnöke.

## Díjai, elismerései
- Jedlik Ányos-díj (1997)

## Külső hivatkozások
- A Jedlik Ányos-díj laudációja Archiválva 2010. október 16-i dátummal a Wayback Machine-ben
- Gödölle, Kékes, Mészáros és Szabó
- Életrajza Archiválva 2021. április 12-i dátummal a Wayback Machine-ben